# Роковец
Роковец (пол. Rokowiec) — польский дворянский герб.

## Описание
В лазоревом поле колесо Фортуны чёрного цвета, о шести спицах, с желтыми на ободе и на ступице украшениями.  Над ним пятиугольная серебряная звезда. 
На щите дворянский коронованный шлем. Нашлемник: два серых орлиных крыла, между которыми русская литера Р. Герб Якубовских внесен в Часть 2 Сборника дипломных гербов Польского Дворянства, не внесенных в Общий Гербовник.

## Герб используют
Сальвиан Якубовский, г. Роковец, варшавский банкир, 10.02.1836 жалован дипломом на потомственное дворянское достоинство Царства Польского. 